# 1e wereldfestival voor jeugd en studenten

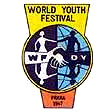
Logo

Het 1e wereldfestival voor jeugd en studenten werd in 1947 in Praag, toen hoofdstad van Tsjechoslowakije, gehouden.
De wereldfederatie van democratische jeugd had besloten zijn eerste festival hier te organiseren om de gebeurtenissen van oktober en december 1939, toen duizenden jonge Tsjechen demonstreerden tegen de bezetting van hun land door nazi-Duitsland. Dit veroorzaakte een zware repressie, met onder meer de sluiting van alle middelbare scholen, de arrestatie van 1850 studenten en de internering van 1200 van hen in de nazi concentratiekampen. De wereldfederatie eerde ook de Tsjechische steden Lidice en Ležáky, die uitgemoord werden als wraakactie op de moord van de Duitse gouverneur, Reinhard Heydrich, bijgenaamd de slager van Praag. 
Het wereldfestival ging van start voor een publiek van 17.000 in het Strahovstadion op 25 juli 1947. De blauwe vlag en het embleem van de Wereldfederatie van democratische jeugd (WFDY) werden gehesen, en voor de eerste keer werd het lied van de democratische jeugd, gecomponeerd door Anatoli Novikov en geschreven door Lev Oshanin, openbaar gespeeld.
Dit was het langste wereldfestival, het duurde net geen 4 weken.  Het motto was verenigde jeugd, voorwaarts voor duurzame vrede!.